# ВТБ-Арена
ВТБ Арена (рос. ВТБ Арена) — багатоцільовий стадіон в Москві, Росія.

## Історія
Старий стадіон Динамо був закритий для знесення в 2008 році. Остаточний дизайн нового стадіону було розроблено Девідом Маніка із Manica Архітектура, а будівництво повинне завершитись в 2018 році. Проект планується назвати ВТБ Арена, але Банк ВТБ в даний час намагається продати права найменування. Футбольний стадіон буде розрахований на 26 319 місць, але місткість його може бути скоригована до 45 тис. і менше. Арена матиме основну місткість в 12 тис. місць, проте в подальшому може бути розширена до 15 тис., або і більше. В новому комплексі також будуть включені торгово-розважальні центри (ТРЦ), офісні будівлі, житлові будинки, 5-зірковий готель, а також паркінг на 16000 місць із гаражом. Загальний обсяг інвестицій оцінюється в $ 1,5 млрд.
Відкриття стадіону було заплановане на 22 жовтня 2017 року — пам'ятна дата для вболівальників колишнього стадіону Динамо, оскільки цього дня народилась легенда клубу Лев Яшин. Також планувалось провести на «ВТБ Арені» матч збірної Росії 5 июня 2018 года, який в результаті пройде на ЗЕБ Арені
Виробництво конструкцій відбувається на челябінських заводах — «Челябінський завод металоконструкцій» та завод групи «Конар».

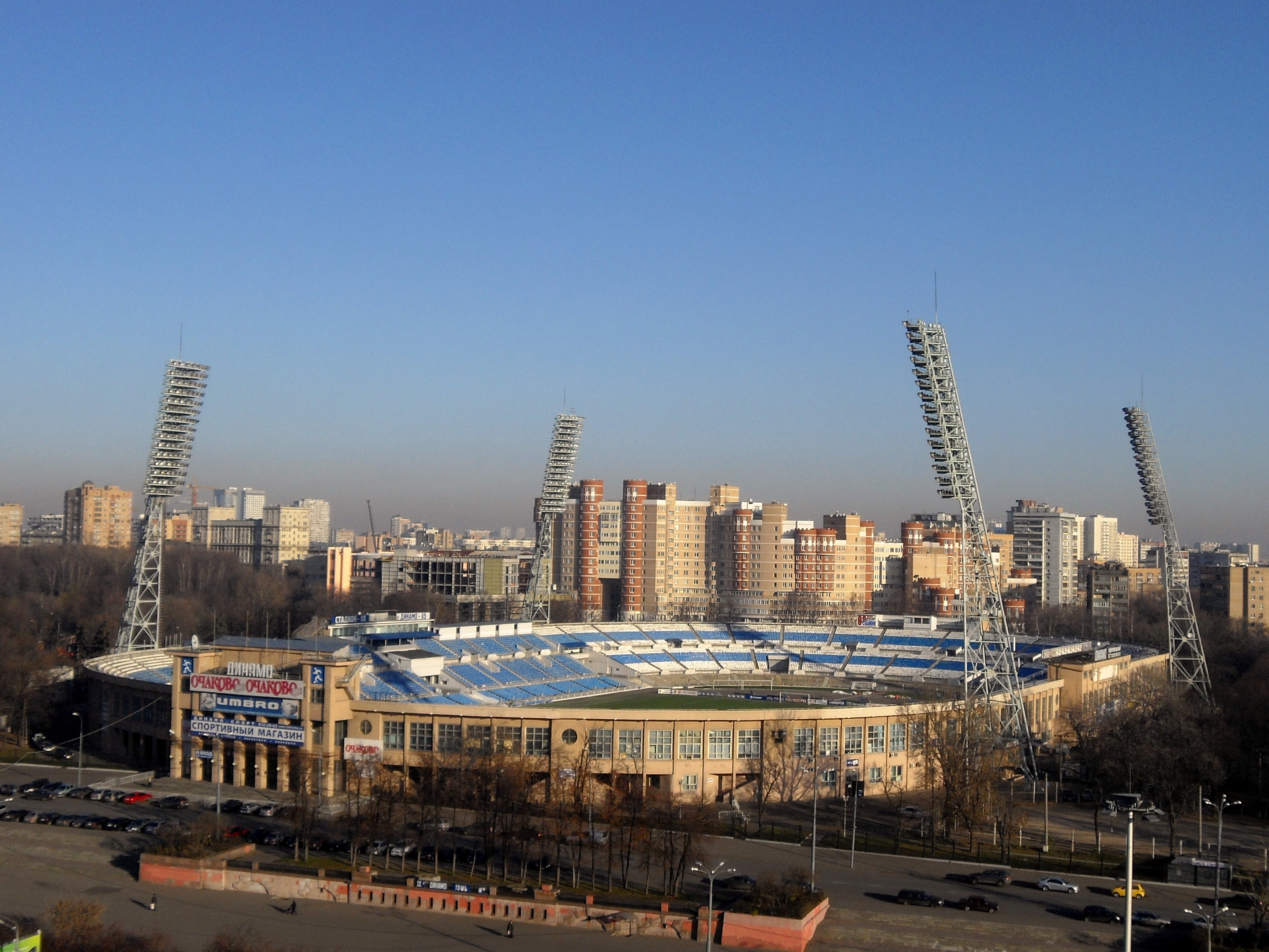
Стадіон Динамо до реконструкції, листопад 2008 року.

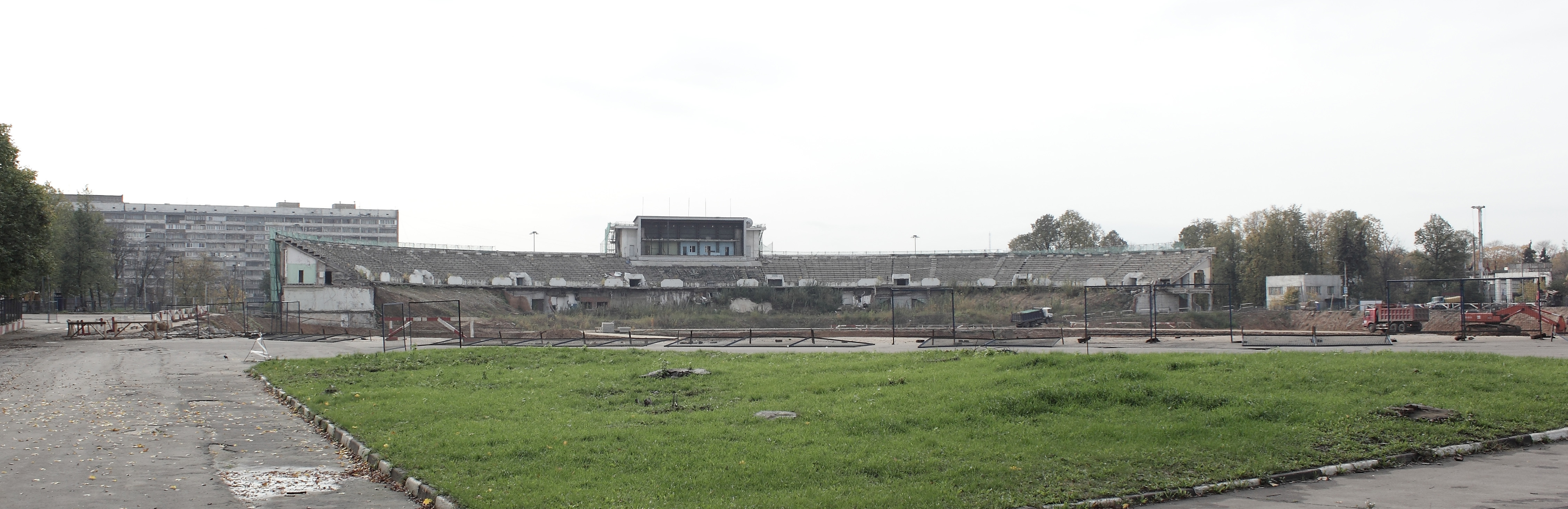
Стадіон після знесення східної, північної та південної трибун, 2012 рік

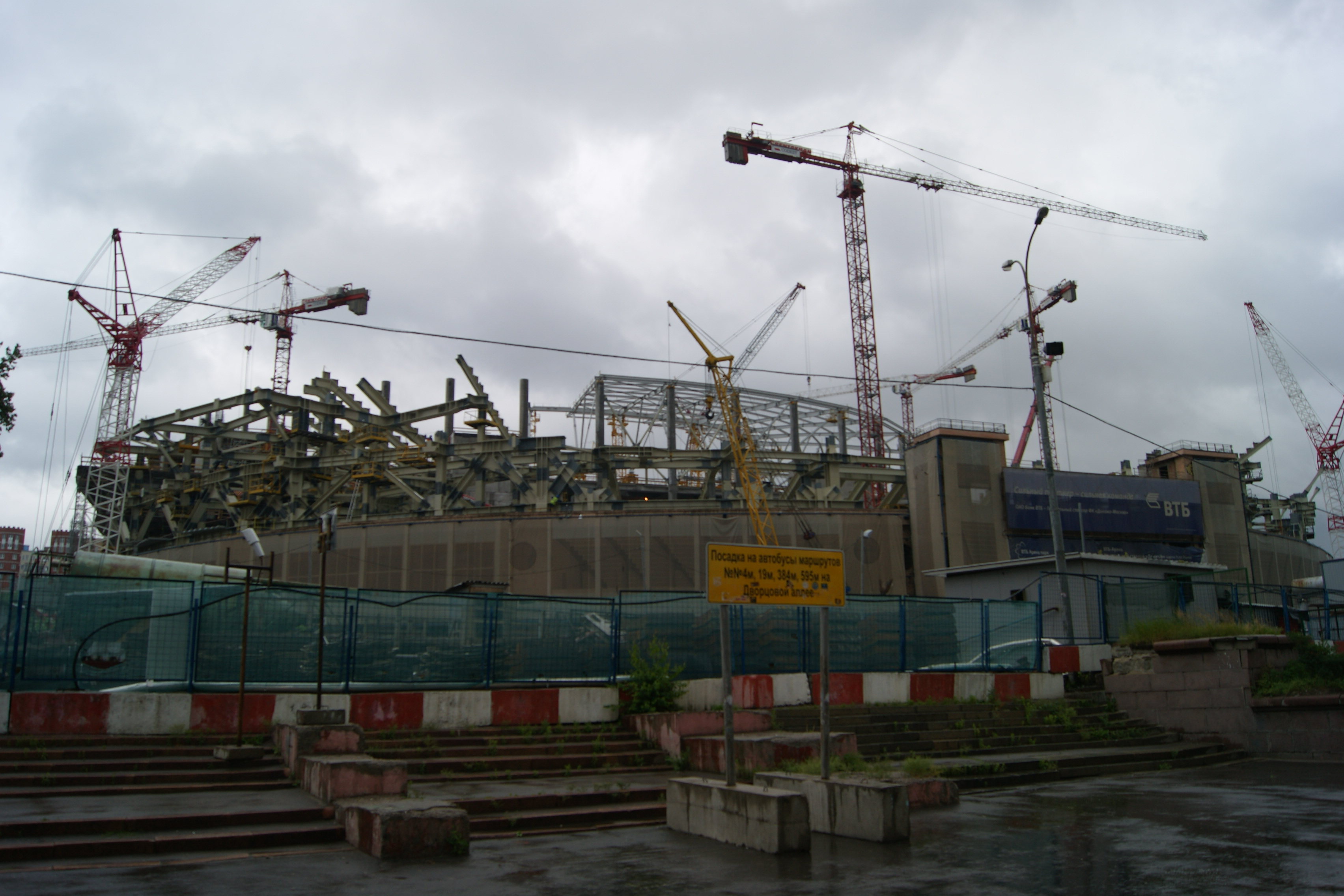
Стадіон «Динамо» на реконструкції. Вид при виході з північного вестибюля станції метро «Динамо», червень 2016 року

## Проєкт
Згідно з проєктом «ВТБ Арена парк», один дах повинен був об'єднати Велику спортивну арену, розраховану приблизно на 26,3 тисячі глядачів, Малу спортивну арену місткістю від 11,5 до 14 тисяч глядачів, де можна буде проводити матчі з хокею, змішаних єдиноборств, професіонального боксу, баскетболу та концертно-видовищні заходи, а також досугово-розважальний комплекс. Спочатку передбачалося, що новий стадіон «Динамо» потрапить до заявочної книги на проведення матчів чемпіонату світу 2018 року, однак цього не сталося, проте його місткість була зменшена з попередніх 45 до проєктних 26 тисяч глядачів.
Архітектором зони міської споруди є Сергій Чобан, для доопрацювання спортивної частини проєкту був запрошений американський архітектор Девід Маніка (англ. David Manica). У відповідь на претензії уболівальників «Динамо» він вирішив видозмінити проєкт, пообіцявши надати уболівальникам триярусна трибуну, навпроти якої буде розташовуватися велике табло, власне лобі та фоє з оглядовим майданчиком. Західна трибуна після зміцнення її фундаменту буде відділена від споруджуваної арени й стане частиною музею «Динамо». Спортивний комплекс в Петровському парку носить назву «ВТБ Арена», а сам стадіон отримав ім'я Лева Яшина.

## Хід робіт

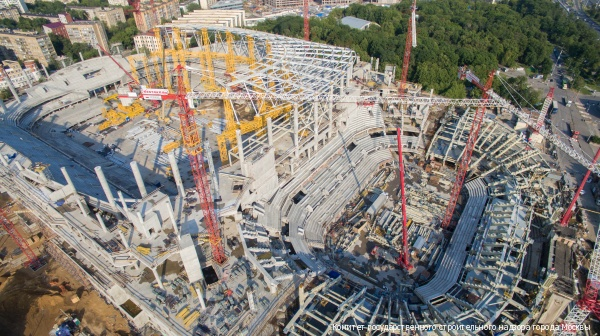
Реконструкція стадіону «Динамо», липень 2016 року

Спочатку стадіон планувалося реконструювати зі збереженням фасадів, як того вимагав охоронний статус пам'ятника архітектури, однак постановою уряду Москви 12 липня 2011 року межі території об'єкта культурної спадщини «Стадіон „Динамо“» були змінені, після чого були знесені східна, північна й південна трибуни. Єдиним оригінальним фрагментом, який залишився від історичної будівлі, стала західна трибуна. Також були демонтовані освітлювальні щогли, які, завдяки своїм розмірам, були одним з орієнтирів північній частині Москви.
У листопаді 2012 року інвестор будівництва, компанія «ВТБ-Арена», заявив, що знесені стіни стадіону будуть відновлені за лазерним обмірами, проведеними до знесення, а також пообіцяла провести реставрацію й повернути на своє місце оригінальні барельєфи роботи скульптора Сергія Меркурова.
|                           | Точкове доскональне сканування дозволить один в один відновити ті стіни, які через аварійний стан не могли бути збережені. |
| — Прес-служба «ВТБ-Арени» | |

Влітку 2013 року був закінчений нульовий цикл робіт. Реконструкція знаходиться на етапі зміцнення фундаментів, збереження історичної стіни західної трибуни.
1 квітня 2014 року футбольні вболівальники, незадоволені забудовником, провели пікет біля знесеного стадіону, а також передали представникам «ВТБ-Арена парку» маніфест зі своїми вимогами.
27 листопада 2018 року реконструкція спортивного об'єкту була завершена й він отримав дозвіл на введення в експлуатацію. Відкрився стадіон льодовим шоу 20 грудня 2018 року, перший матч на малій арені пройшов 4 січня 2019 року, а відкриття футбольної частини «ВТБ-Арени» сталося 26 травня 2019 року.

## Чемпіонат світу з футболу 2018 року
Стадіон був включений до заяви Росії на Чемпіонат світу з футболу 2018. Однак, наприкінці вересня 2012 року ФІФА оголосила список міст-організаторів і стадіонів, до якого «ВТБ Арена» не була включена. Цей крок не був неочікуваним, оскільки, як з'ясувалося, що стадіон Відкриття-Арена був зданий в експлуатацію значно раніше ніж «ВТБ Арена» (вже в 2014 році, а не в 2018 як ВТБ Арена).